# Лилльенстедт, Юхан
Юхан Лилльенстедт (швед. Johan Paulinus Lillienstedt; 14 июня 1655 — 26 сентября 1732) — шведский государственный деятель, дипломат.

## Биография
Родился 14 июня 1655 г. в Бьёрнеборге. Его родителями были церковный пастор Паулус Симонис Рауманнус (Paulus Simonis Raumannus) и Агнета Henrici.
Во время учёбы в Уппсале выделялся своими обширными знаниями, вследствие чего ему дважды предлагали место преподавателя в Абоском университете. Лилльенстедт, однако, поступил на службу гувернёром в дом государственного казначея Стена Бельке и одновременно исполнял при нём в Камер-коллегии обязанности секретаря. 1685 — секретарь-протоколист в статс-конторе. В 1690 г. возведён в дворянское достоинство под именем Лилльенстедт.
1692 — секретарь в Стокгольмском надворном суде, 1698 — член Законодательной комиссии, 1705 — вице-президент и председатель висмарского суда. Выполнял многочисленные дипломатические поручения. В 1710 г. назначен ландсхёвдингом Эстергётланда, однако приступить к обязанностям смог лишь в 1713 г., поскольку был занят различными дипломатическими делами в Германии. В этом же году получил титул барона. В 1719 г. в качестве полномочного представителя принимал участие в работе Аландского конгресса и в переговорах с Англией, Данией и Пруссией. В этом же году назначен членом риксрода и государственным канцелярским советником. Тогда же был возведён в графское достоинство.
В 1721 г. вместе c О.Стрёмфельтом подписал Ништадтский мирный договор. В 1727 г. назначен президентом висмарского суда с сохранением жалования члена риксрода.
Умер в своём померанском имении Дивитц 26 сентября 1732 г. После себя оставил несколько стихотворных произведений, свидетельствовавших о поэтическом таланте.
Был дважды женат: в 1692 г. на баронессе Брите Крунъельм, в 1698 — на Маргарете Тёрнфлюкт.

## Источник
- Svenskt biografiskt handlexikon. Stockholm, 1906.